# Bourbon-Orléans
Bourbon-Orléans, mlađi ogranak francuske kraljevske dinastije Bourbon. U prošlosti je Orléans bio vojvodski naslov nekoliko sporednih linija francuske dinastije, koje su držale vojvodstvo Orléans. Naslov je prvi put dodijelio kralj Filip VI. (1328-1350.) svome sinu Filipu 1344. godine. Budući da vojvoda Filip Orleanski nije imao djece, naslov je utrnuo njegovom smrću. Godine 1392. kralj Karlo VI. (1380-1422.) podijelio je taj naslov svojemu bratu Louisu de Valois, utemeljitelju loze Valois-Orléans. Kralj Luj XIII. dao je 1626. naslov orléanskoga vojvode mlađemu bratu Gastonu (1608. – 1660.), koji je umro je bez muških potomaka.
Današnja loza orléanskih vojvoda utemeljena je 1660. godine kada je Philippe, sin kralja Luja XIII. i brat kralja Luja XIV. dobio naslov orléanskog vojvode. Time je utemeljena obitelj Bourbon-Orléans. Njegov sin, Philippe II. (1674. – 1723.) bio je vojskovođa Luja XIV. i regent za maloljetnosti kralja Luja XV. Louis Philippe (1747. – 1793.) došao je zbog svojih liberalnih uvjerenja u sukob s kraljem Lujom XVI. te se tijekom Francuske revolucije pridružio Trećem staležu. Godine 1792. odrekao se svih časti i naslova i uzeo ime Égalité (od fr. "jednakost"). Budući da se njegov sin Louis Philippe I. (1773. – 1850.) pridružio rojalistima i prešao k Austrijancima, Louis Philippe je završio u zatvoru te je za vrijeme jakobinskog terora giljotiran. Njegov sin je 1830. godine postao kralj Francuske pod imenom Luj XIX.
Louis Philippe Robert d’Orléans (1869. – 1926.) bavio se istraživanjem istočne Azije, Arktika i istočne Afrike. Posljednji je član obitelji koji je nosio titulu orléanskog vojvode.

## Vanjske poveznice
- Orléans Hrvatska enciklopedija